# Forever & Always (bài hát của Taylor Swift)
"Forever & Always" là bài hát được viết bởi ca sĩ-nhạc sĩ người Mỹ Taylor Swift cho album phòng thu thứ hai của cô, Fearless (2008). Bài hát đã được thêm vào album trong những phút chót. "Forever & Always" nhận được nhiều đánh giá trái chiều từ giới phê bình và được chứng nhận bạch kim bởi RIAA, đồng thời lọt vào top 40 trên bảng xếp hạng Billboard Hot 100 mặc dù không được phát hành như là đĩa đơn chính thức. "Forever & Always" mô tả nỗi đau khổ xuất phát từ những đổ vỡ trong chuyện tình cảm.
Sau vụ tranh chấp quyền sở hữu tác phẩm của Taylor Swift năm 2019, cô thu âm lại bài hát với tựa đề "Forever & Always (Taylor's Version)" cho album thu âm lại Fearless (Taylor's Version) (2021).

## Bối cảnh sáng tác
Lấy cảm hứng từ cuộc chia tay khi ấy với Joe Jonas, Swift nhanh chóng viết và thu âm bài hát trong khoảng thời gian ngắn nhằm bắt kịp với tiến độ của Fearless. Nữ ca sĩ đã giải thích rằng, bài hát này được viết cho một người đàn ông trong đời mình, người mà chính cô có thể thấy rõ "chầm chậm ra đi" và những rối rắm khi phải đối mặt với một mối quan hệ đã vỡ nát. Trong cuộc phỏng vấn với Rolling Stone, Swift mô tả hệ quả của cuộc tình đó là một kinh nghiệm "thực sự kịch tính và điên rồ" và cô "cần phải nhấn mạnh" thông qua âm nhạc.
Jonas đã nói về bài hát trong bài phỏng vấn tháng 6 năm 2009 của tờ tạp chí Seventeen. Nam ca sĩ cho hay bản thân không cảm thấy khó chịu khi Swift viết nhạc về mối quan hệ của hai người. "Nó phóng đại", Jonas nói. "Cũng rất hay khi nghe ý kiến của họ về câu chuyện".
Vào năm 2009, Swift thu lại bài hát theo phong cách acoustic ballad để đưa vào album tái phát hành Fearless (Platinum Edition), với đề tựa là "Forever & Always (Piano version)".

## Trình diễn trực tiếp

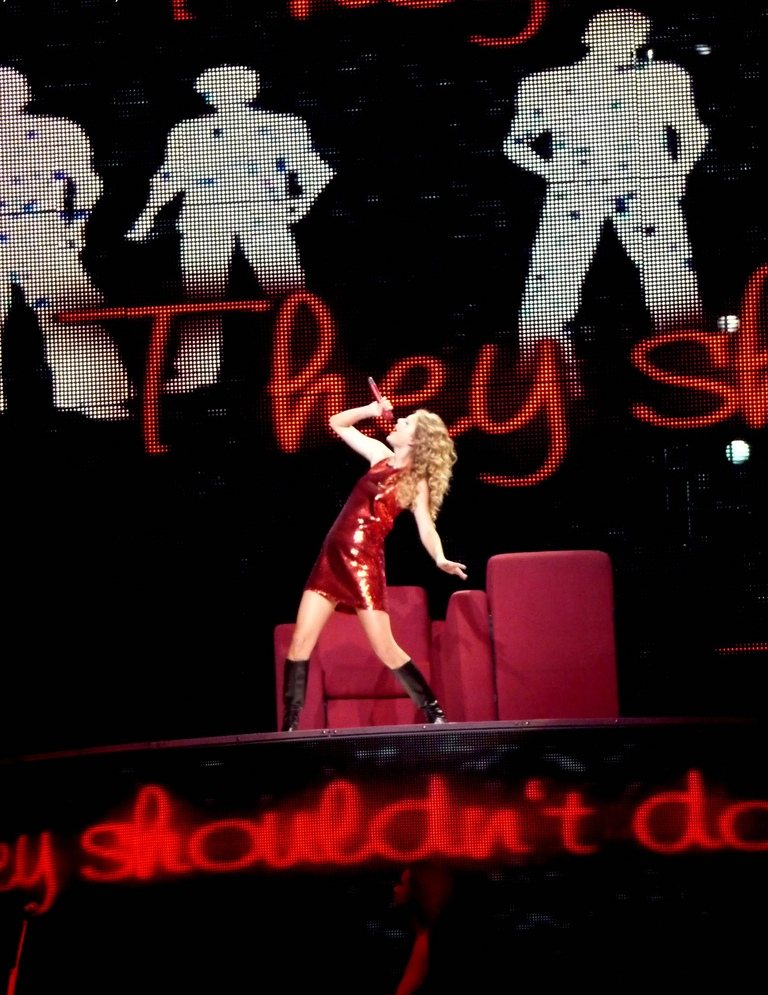
Swift biểu diễn "Forever & Always" trong Fearless Tour (2010)

Swift biểu diễn "Forever & Always" tại lễ trao giải CMA Awards năm 2009 và trong Fearless Tour 2009–2010.

## Nhân sự
"Forever & Always" (2008)
- Taylor Swift – giọng chính, viết bài hát, sản xuất
- Chad Carslon – kỹ sư thu âm, kỹ sư hòa âm
- Nathan Chapman – sản xuất
- Shawn Daugherty – trợ lý hòa âm
- Todd Tidwell – trợ lý hòa âm

"Forever & Always (Taylor's Version)" (2021)
- Taylor Swift – giọng chính, sản xuất, giọng bè
- Max Bernstein – guitar điện
- Matt Billingslea – trống, lập trình bộ gõ
- Dan Burns – lập trình bộ gõ
- Derek Garten – kỹ sư hỗ trợ
- Serban Ghenea – hòa âm
- John Hanes – kỹ sư
- Amos Heller – guitar bass
- Mike Meadows – guitar acoustic, giọng bè
- David Payne – thu âm
- Lowell Reynolds – trợ lý kỹ sư thu âm, kỹ sư hỗ trợ
- Christopher Rowe – sản xuất, thu âm giọng hát
- Paul Sidoti – guitar điện, giọng bè
- Jonathan Yudkin – fiddle

## Bảng xếp hạng
| Bảng xếp hạng (2008)                          | Vị trí cao nhất |
| --------------------------------------------- | --------------- |
| Canada (Canadian Hot 100)                     | 37              |
| Hoa Kỳ Billboard Hot 100                      | 34              |
| Hoa Kỳ Country Digital Song Sales (Billboard) | 44              |

| Bảng xếp hạng (2021)                 | Vị trí cao nhất |
| ------------------------------------ | --------------- |
| Úc (ARIA)                            | 45              |
| Canada (Canadian Hot 100)            | 37              |
| Thế giới Global 200 (Billboard)      | 41              |
| Singapore (RIAS)                     | 28              |
| Anh Quốc Streaming (OCC)             | 83              |
| Hoa Kỳ Billboard Hot 100             | 65              |
| Hoa Kỳ Hot Country Songs (Billboard) | 12              |

## Chứng nhận
| Quốc gia                                                    | Chứng nhận | Số đơn vị/doanh số chứng nhận |
| ----------------------------------------------------------- | ---------- | ----------------------------- |
| Úc (ARIA)                                                   | Vàng       | 35.000‡                       |
| Hoa Kỳ (RIAA)                                               | Bạch kim   | 1.000.000‡                    |
| ‡ Chứng nhận dựa theo doanh số tiêu thụ và phát trực tuyến. |            |                               |